# Metanoia (filme)
Metanoia é um filme de drama brasileiro de 2015, dirigido por Miguel Nagle e roteirizado pelo próprio diretor em parceria com Caíque Oliveira baseado em uma história real de um jovem criado na periferia de São Paulo, sem a presença do pai, que, apesar do cuidado dedicado de sua mãe, acaba sendo influenciado pelos amigos a experimentar maconha e crack, até chegar a um ponto em que não consegue mais se reabilitar por conta própria. O filme é protagonizado por Caíque Oliveira e Einat Faibel e conta com as participações especiais de Caio Blat, Solange Couto, Silvio Guindane e Thogun Teixeira.

## Enredo
Eduardo (Caíque Oliveira) é apenas mais um indivíduo entre milhares que enfrentam o uso contínuo e a dependência do crack. Nascido e criado na periferia de São Paulo, apesar da educação cuidadosa proporcionada por sua mãe, Solange (Einat Faibel), ele não conseguiu escapar das garras das drogas. Ao conhecer o playboy Jeff (Caio Blat), Eduardo embarca numa trajetória errante pelo mundo das drogas. Agora, ele se encontra perdido em um ciclo autodestrutivo, enquanto Solange luta desesperadamente para resgatar seu filho do vício.

## Elenco
| Ator/Atriz           | Personagem                          |
| -------------------- | ----------------------------------- |
| Caique Oliveira      | Eduardo                             |
| Einat Falbel         | Solange                             |
| Caio Blat            | Jeff                                |
| Solange Couto        | Clara                               |
| Silvio Guindane      | Cadu                                |
| Thogun Teixeira      | Pequeno                             |
| Jackson Gleizer      | Rogério                             |
| Otávio Menezes       | Kininho                             |
| Samuel Silva         | Kininho (criança)                   |
| Andre Paulo Ferreira | Employer                            |
| Eliseu Martins Gomes | Pastor do funeral                   |
| Bruno Henrique       | Usuário de droga                    |
| Lucas Hornos         | Man                                 |
| Vitor Lima           | Motorista                           |
| Paula Machado        | Mulher                              |
| Esdras Savioli       | Cliente                             |
| Stephanie Sevier     | Cliente                             |
| Felipe Silva         | Tião                                |
| Ricardo Tofanelo     | Apresentador da rádio               |
| Lucas Vecchi         | Jovem da Cracolâdia                 |
| Adriano Torres       | Paciente da clínica de reabilitação |
| Rafaella Zaque       | Paciente da clínica de reabilitação |

## Produção
Metanoia é o filme de estreia do diretor Miguel Nagle. O filme é produzido em parceria entre as produtoras audiovisuais assumidamente religiosas  Companhia de Artes Nissi e 4U Films. O filme é roteirizado também por Miguel Nagle e tem como co-autor Caíque Oliveira, ator que também protagoniza o filme no papel do usuário de drogas Eduardo e assina a produção do longa. Conforme divulgado pela assessoria de imprensa dos produtores do filme, o roteiro foi inspirado na história real de uma mãe que enfrentou a angústia de lidar com a dependência de seu filho. Desesperada, ela buscou auxílio financeiro em uma igreja evangélica para construir uma jaula e isolar o jovem viciado em crack.
A proposta do filme, de acordo com Caíque Oliveira, que atua como roteirista, ator e diretor da CIA Jeová Nissi, é destacar a gravidade desse tema e chamar a atenção da sociedade. "O filme, que ainda não possui uma data de estreia definida, é destinado a um público amplo, pois o crack não discrimina pessoas nem classes sociais. Ele simplesmente anula indivíduos, roubando-lhes o que têm de mais valioso: sua dignidade", resume o ator e diretor. As locações escolhidas para o filme foram as cidades de Ibiúna, em São Paulo, o bairro Jardim Ângela, localizado na periferia da capital, e a Cracolândia, uma região no centro antigo da cidade que ganhou notoriedade nacional por abrigar um grande número de pessoas dependentes de substâncias químicas.
De acordo com o diretor do filme, o custo de produção, estimado em R$ 900 mil, foi financiado através das vendas de trufas e outros produtos. A arrecadação foi totalmente independente, com o diretor, Caíque, envolvido em diversos projetos, incluindo a venda de DVDs, camisetas e trufas. Além disso, o filme contou com a colaboração de vários parceiros, tanto no fornecimento de equipamentos quanto na fase de finalização. Nagle compartilhou essa informação reveladora sobre a origem dos recursos utilizados.

## Lançamento
Metanoia teve sua première mundial no 2° Festival Nacional de Cinema Cristão, no Rio de Janeiro, em novembro de 2014. O filme foi lançado nos cinemas a partir de 14 de maio de 2015 com distribuição da Europa Filmes.

## Recepção

### Bilheteria
Segundo dados do Anuário Estatístico do Cinema Brasileiro, publicado pela Ancine em 2015, o filme foi lançado em 47 salas de cinemas do Brasil e teve um público de 58.176 espectadores, o que gerou uma receita de R$ 758.160,42. A receita proveniente da bilheteria será direcionada para a construção de uma clínica de reabilitação voltada para artistas que sofrem com dependência química. No ranking de filmes brasileiros lançados em 2015, o filme ocupa a 21ª posição em termos de bilheteria.

### Análise da crítica
Metanoia recebeu avaliações negativas por parte da crítica especializada. No entanto, foi recebido positivamente pelo público, sobretudo pelos espectadores cristãos, devido ao teor religioso do enredo. No agregador AdoroCinema, a obra possui uma média de 2,1 de 5 estrelas () com base em quatro resenhas críticas publicadas na imprensa. Entre a avaliação do público, em 11 de junho de 2023, o filme contava com uma média de 4,2 de 5 estrelas () com base em 138 notas e 20 críticas. A crítica do próprio site define o filme como "Regular" e diz: "Nagle demonstrou a capacidade de contar uma história com Metanoia. Mas os problemas no texto acabaram impedindo que o filme se saísse melhor. A solução final também incomoda, mas é inegável que temos uma trama interessante e um tema que merece ser explorado pelo cinema nacional". De acordo com a crítica de Lucas Salgado (AdoroCinema), de maneira surpreendente, a cena mais marcante do filme se desenrola completamente à parte da trama principal. Silvio Guindane e Solange Couto protagonizam uma sequência belíssima em que um filho, lutando contra o vício em crack, recebe a visita de sua mãe no dia de seu aniversário. Salgado definiu a cena como um momento de grande beleza e atuação impressionante, mas, curiosamente, parece pertencer a um filme diferente.
Escrevendo para o website Papo de Cinema, Robledo Milani disse: "Caíque e Miguel são bem intencionados – mas, como todo mundo sabe, de boas intenções o inferno está cheio. A direção de fotografia procura não se render ao óbvio, enquanto que é visível um certo cuidado em termos de direção de arte e figurinos. Há um planejamento quanto às questões técnicas da produção, uma atenção que felizmente evita que o longa caia na vala comum do discurso panfletário sem valor artístico. No entanto, falta experiência ao realizador de apenas 31 anos para abrir mão de recursos redundantes, como a desnecessária narração em off – que até se justifica no final, mas ainda assim – e a montagem desconstruída, que apesar do efeito não se justifica. Por vezes, o mais simples é também o mais eficiente". Quanto ao elenco, Milani destacou as atuações de Caio Blat, Thogun Teixeira, Silvio Guindane e Solange Couto, todos em participações menores, mas fez críticas a falta de expressividade do protagonista Caíque Oliveira e a falta de influência na narrativa da personagem de Einat Falbel.
Sérgio Rizzo, para o jornal O Globo, escreveu: "Sua ênfase no aspecto doutrinário, que o transforma quase em propaganda religiosa, compromete a construção dos personagens e os diálogos, frágeis e esquemáticos, como se estivessem o tempo todo a serviço de uma mensagem — que soa, por fim, como pregação para convertidos". Do Cineweb, Alysson Oliveira disse: "O roteiro [...] é mal estruturado confiando demais numa narração do protagonista que, quando não é redundante (dizendo exatamente o que se vê na tela), serve como muleta para “contar” momentos (emocionais, narrativos etc)  dos quais não dá conta de representar em imagens". Já Iara Vasconcelos, do website Cineclick, escreveu que: "O longa possui apelo religioso, como é inevitável, mas surpreende ao fugir de dogmatismos e tenta entregar uma história mais livre de "sermões" possível. Porém, isso não livra "Metanoia" dos problemas com o roteiro".

### Prêmios e indicações
| Ano  | Associações                         | Categoria                    | Recipiente(s)                                 | Resultado | Ref.         |
| ---- | ----------------------------------- | ---------------------------- | --------------------------------------------- | --------- | ------------ |
| 2014 | Festival Nacional de Cinema Cristão | Melhor Filme                 | Metanoia                                      | Venceu    | [ 6 ] [ 11 ] |
| 2014 | Festival Nacional de Cinema Cristão | Melhor Direção               | Miguel Nagle                                  | Venceu    | [ 6 ] [ 11 ] |
| 2014 | Festival Nacional de Cinema Cristão | Melhor Ator                  | Caio Blat                                     | Indicado  | [ 6 ] [ 11 ] |
| 2014 | Festival Nacional de Cinema Cristão | Melhor Ator                  | Caíque Oliveira                               | Venceu    | [ 6 ] [ 11 ] |
| 2014 | Festival Nacional de Cinema Cristão | Melhor Atriz                 | Enait Faibel                                  | Venceu    | [ 6 ] [ 11 ] |
| 2014 | Festival Nacional de Cinema Cristão | Melhor Roteiro               | Miguel Nagle e Caíque Oliveira                | Venceu    | [ 6 ] [ 11 ] |
| 2014 | Festival Nacional de Cinema Cristão | Melhor Direção de Fotografia | Gabriel Chiarastelli                          | Venceu    | [ 6 ] [ 11 ] |
| 2014 | Festival Nacional de Cinema Cristão | Melhor Montagem              | Josy Antunes, Paulo China e Leonardo Oliveira | Venceu    | [ 6 ] [ 11 ] |
| 2014 | Festival Nacional de Cinema Cristão | Melhor Direção de Arte       | Josy Antunes                                  | Venceu    | [ 6 ] [ 11 ] |
| 2014 | Festival Nacional de Cinema Cristão | Melhor Figurino              |                                               | Indicado  | [ 6 ] [ 11 ] |
| 2014 | Festival Nacional de Cinema Cristão | Melhor Maquiagem             |                                               | Indicado  | [ 6 ] [ 11 ] |
| 2014 | Festival Nacional de Cinema Cristão | Melhor Trilha Sonora         |                                               | Indicado  | [ 6 ] [ 11 ] |